# Springdale (Pensilvania)
Springdale es un borough ubicado en el condado de Allegheny en el estado estadounidense de Pensilvania. En el año 2000 tenía una población de 3.828 habitantes y una densidad poblacional de 1,343.6 personas por km².

## Geografía
Springdale se encuentra ubicado en las coordenadas 40°32′29″N 79°46′56″O / 40.54139, -79.78222.

## Demografía
Según la Oficina del Censo en 2000 los ingresos medios por hogar en la localidad eran de $35,440 y los ingresos medios por familia eran $43,476. Los hombres tenían unos ingresos medios de $36,711 frente a los $25,920 para las mujeres. La renta per cápita para la localidad era de $19,798. Alrededor del 7.8% de la población estaba por debajo del umbral de pobreza.